# Achery
Achery é uma comuna francesa na região administrativa de Altos da França, no departamento de Aisne. O rio Oise  corta a comuna.

## Demografia
Em 2006, Achery apresentava uma população de 533 habitantes, distribuídos por 231 lares.
| 1962 | 1968 | 1975 | 1982 | 1990 | 1999 | 2006 | - | - |
| --- | ---- | ---- | ---- | ---- | ---- | ---- | - | - |
| 508 | 524  | 508  | 578  | 564  | 540  | 533  | - | - |
| Para os censos de 1962 a 2006 a população legal corresponde à popolução sem duplicidades, segundo define o INSEE. |      |      |      |      |      |      |   |   |